# Цезен, Филипп фон
Филипп фон Цезен (нем. Philipp von Zesen, лат. Caesius, псевд. Ritterhold von Blauen; 8 октября 1619, Ширау — 13 ноября 1689, Гамбург) — немецкий поэт. Вёл большей частью скитальческую жизнь. В 1643 г. основал в Гамбурге «Немецкомыслящее товарищество» — общество, поставившее своей задачей очищение немецкого языка от варваризмов. Вообще он неустанно стремился привить в Германии любовь к родному языку и родной литературе, нередко доходя до курьёзов, изобретая новые слова взамен употребляемых иностранных; в этом отношении его можно сравнить с русскими шишковистами, доводившими любовь к русскому языку до карикатуры.

## Произведения
- сборник стихов «Dichterisch Rosen- und Liljenthal» (Гамбург, 1670);
- роман «Die adriatische Rosemund» (Амстердам, 1645);
- романы на библейские темы «Assenat» (Амстердам, 1670)
- «Simson» (Нюрнберг, 1679);

## Теоретические работы
- «Deutscher Helikon» (1640);
- «Hochdeutsche Sprach übung» (1643);
- «Rosenmând» (1651).

Много переводил. Стихотворения Цезена частью вошли в 13 том «Bibliothek deutscher Dichter des XVII Jahrhundert» (Лейпциг, 1837).